# Gold-Kälberkropf
Der Gold-Kälberkropf (Chaerophyllum aureum), auch Goldfrüchtiger Kälberkropf genannt, ist eine Pflanzenart aus der Gattung der Kälberkröpfe (Chaerophyllum) innerhalb der Familie der Doldenblütler (Apiaceae).

## Beschreibung

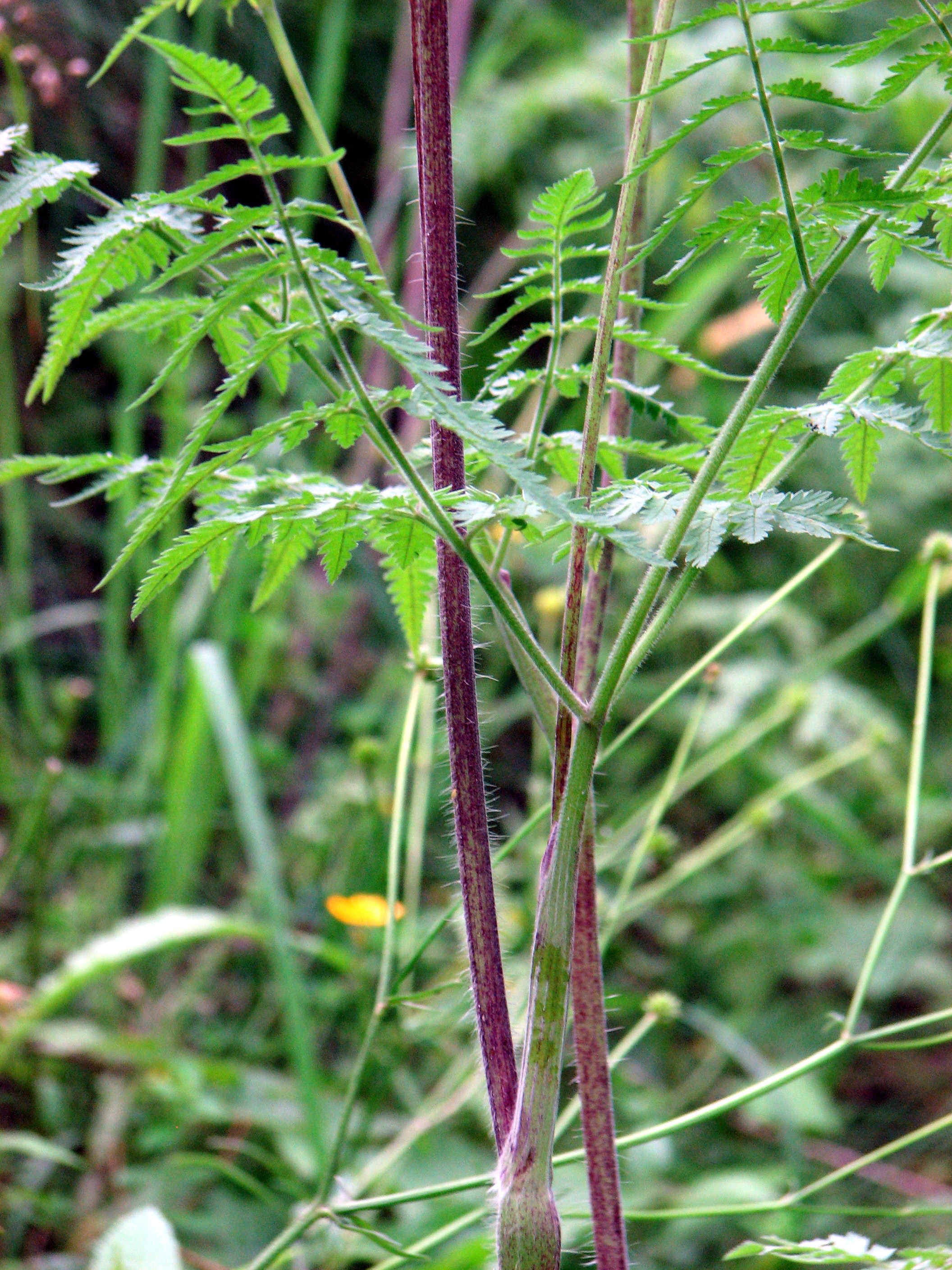
Stängel und Blätter

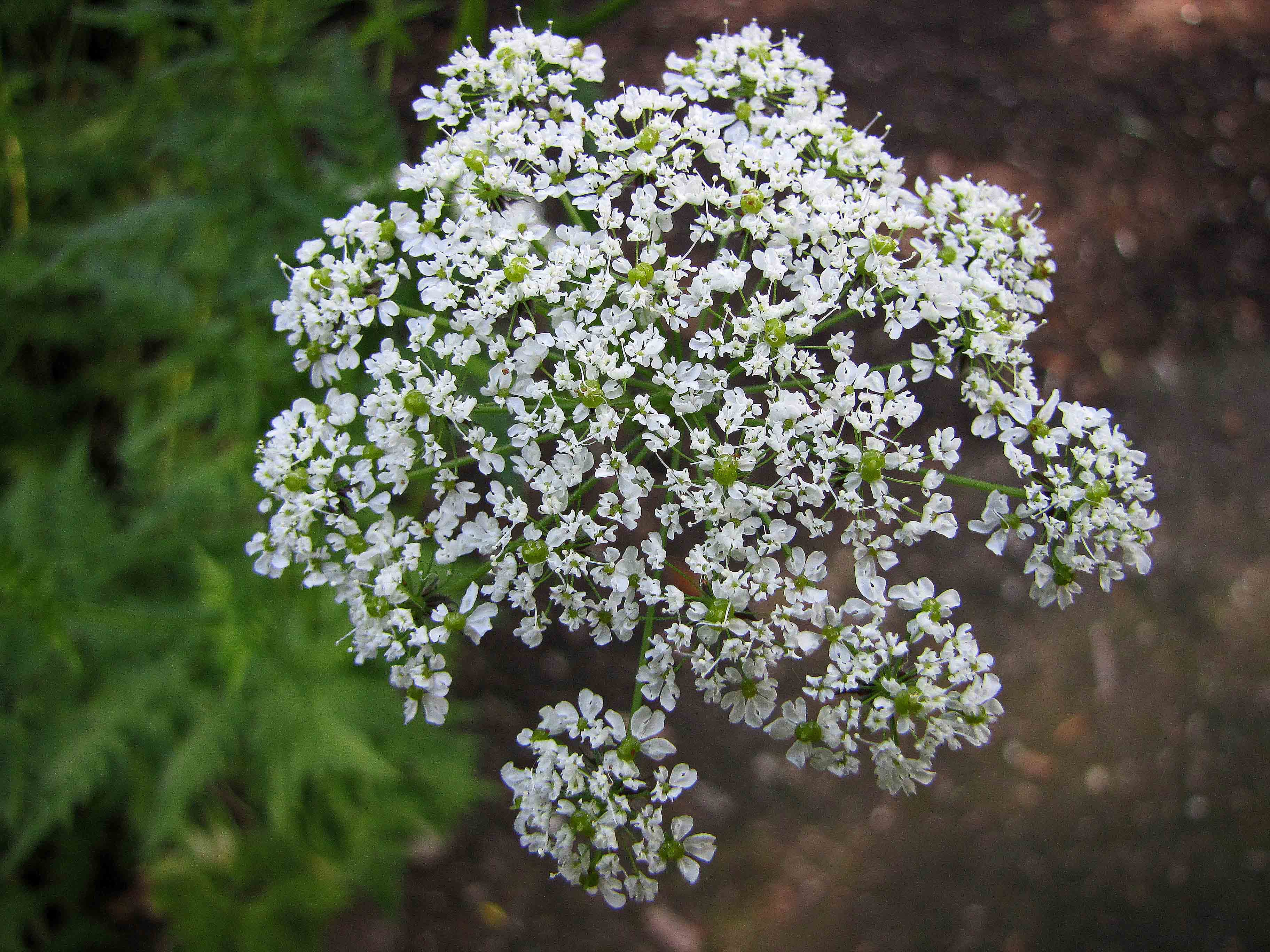
Doppeldoldiger Blütenstand von oben

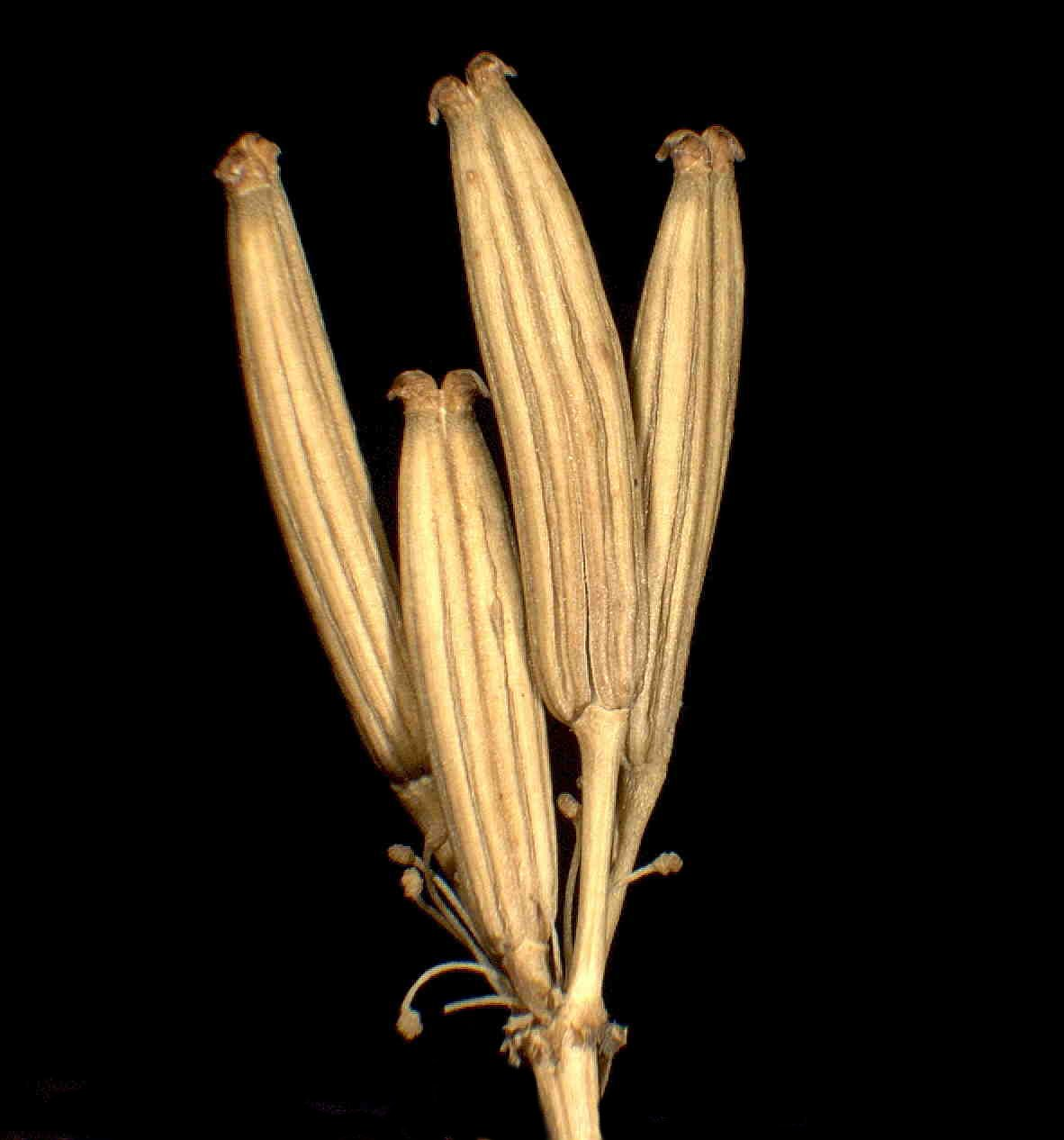
Doppelachänen

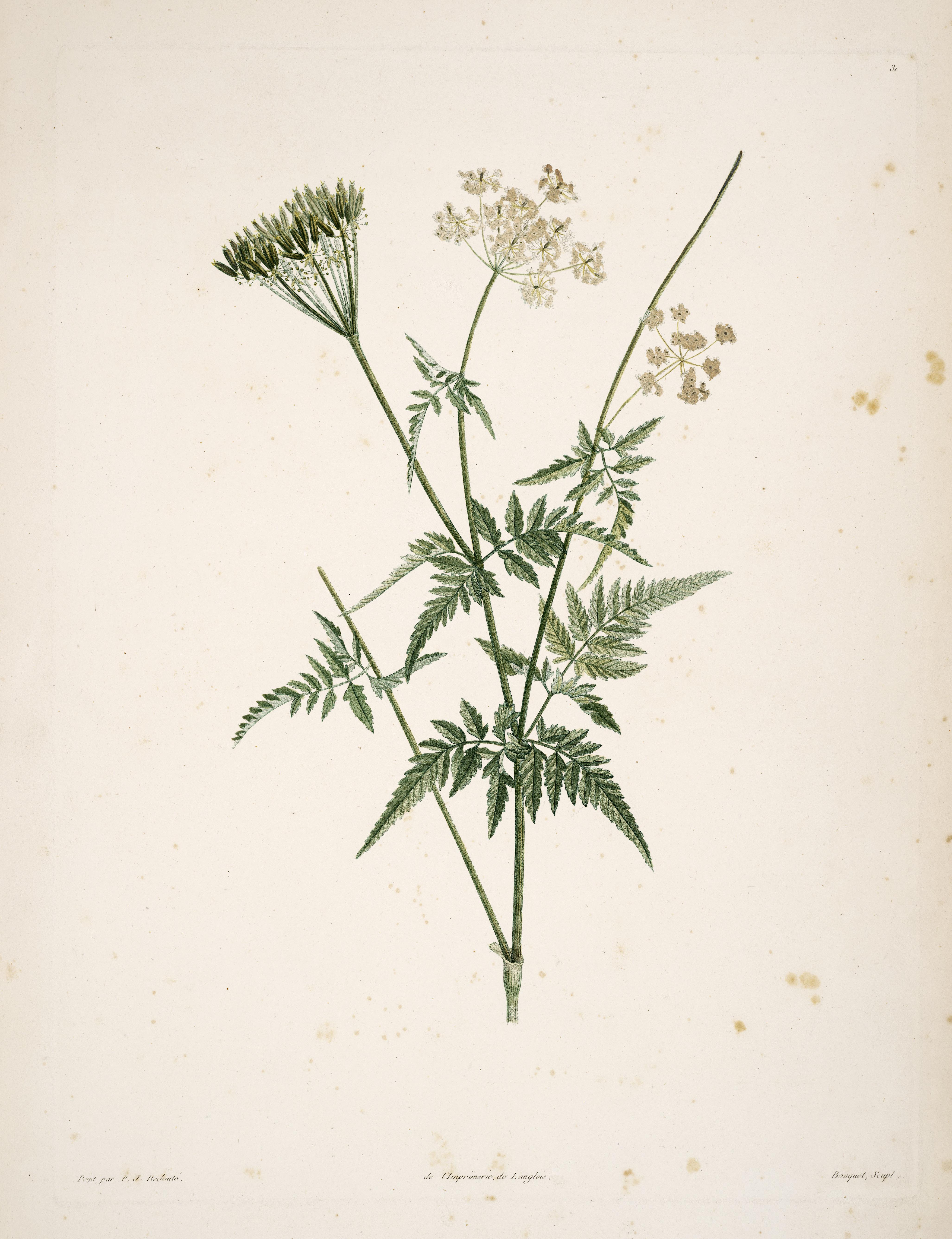
Illustration aus La botanique de J.J. Rousseau, Tafel 31

### Vegetative Merkmale
Der Gold-Kälberkropf ist eine ausdauernde krautige Pflanze, die Wuchshöhen von meist 80 bis 120 (60 bis 130) Zentimetern erreicht.
Der aufrechte Stängel ist im unteren Bereich kantig gefurcht, oben etwas gerillt, kurz fein flaumig bis zottig, und meist mit langen steifen Trichomen borstig behaart, bisweilen ist er auch ganz kahl, rotfleckig oder im unteren Teil ganz rot überlaufen und unter den Knoten (Nodien) etwas verdickt.
Von den wechselstängig am Stängel angeordneten Laubblättern sind die unteren sind gestielt und die oberen auf der Blattscheide sitzend. Die relativ weichen Blattspreiten sind drei- bis vierfach fiederschnittig und behaart.  Die Blattabschnitte 1. Ordnung sind im Umriss dreieckig-eiförmig und zugespitzt. Die Blattabschnitte letzter Ordnung sind lanzettlich bis sichelförmig und besitzen aufwärts gekrümmte, weißspitzige Sägezähne. Diese Sägezähne sind am Rand fast immer anliegend gewimpert. Der Endabschnitt der Grundblätter ist lang-zugespitzt.

### Generative Merkmale
Die Blütezeit reicht von Juni bis August. Vielen Blüten stehen in einem doppeldoldigen Blütenstand zusammen. Die Dolde ist groß und 10- bis 15-strahlig und ist vor dem Blühen nicht überhängend.  Die Hülle fehlt oder ist ein- bis zweiblättrig vorhanden. Es sind fünf bis zehn Hüllchenblätter vorhanden; sie sind lanzettlich, etwa so lang wie die Döldchenstrahlen, sehr schmal hautrandig und bewimpert bis behaart. Sie sind zur Blütezeit etwa so lang wie die Döldchen und zuletzt zurückgeschlagen.
Bei dieser Art können sowohl Zwitterblüten als auch rein männliche Blüten auf demselben Pflanzenexemplar auftreten. Es gibt auch Pflanzenexemplare, bei denen ausschließlich Zwitterblüten vorkommen. Die weißen, kahlen Kronblätter sind bei einer Länge von bis zu 2 Millimetern breit-verkehrt-eiförmig und tief sowie schmal ausgerandet. Die äußeren Kronblätter sind etwas größer als die anderen. Die Kronblätter sind am Grund plötzlich in einen kurzen Nagel zusammengezogen; sie haben in der Ausrandung ein lanzettlich-pfriemliches Läppchen, das etwa ein Drittel der Länge des Kronblatts erreicht.
Die spreizenden Griffeläste sind etwa zweimal so lang wie das Griffelpolster und zuletzt waagerecht bis zurückgebogen.
Die gelb-braune Doppelachäne ist mit einer Länge von 6 bis, meist 8 bis 12 Millimetern länger als der Fruchtstiel, länglich und etwas bauchig und riecht gewürzartig bis fruchtig. Der Fruchthalter ist am oberen Ende kurz zweispaltig.

### Chromosomensatz
Die Chromosomengrundzahl beträgt x = 11; es liegt Diploidie mit einer Chromosomenzahl von 2n = 22 vor.

## Ähnliche Arten
Der Gold-Kälberkropf ähnelt im Habitus dem Wiesen-Kerbel (Anthriscus sylvestris). Von diesem ist er aber eindeutig an dem rot gefleckten Stängel sowie im Fruchtbau zu unterscheiden.

## Ökologie
Beim Gold-Kälberkropf handelt es sich um einen Hemikryptophyten. Der Gold-Kälberkropf ist als Dunkel-Frostkeimer anzusehen. Er wird durch Insekten bestäubt.
Pilzarten, die auf dem Gold-Kälberkropf vorkommen sind Puccinia chaerophylli, Erysibe polygoni, Phyllachora morthieri und Pyrenopeziza chailletii.

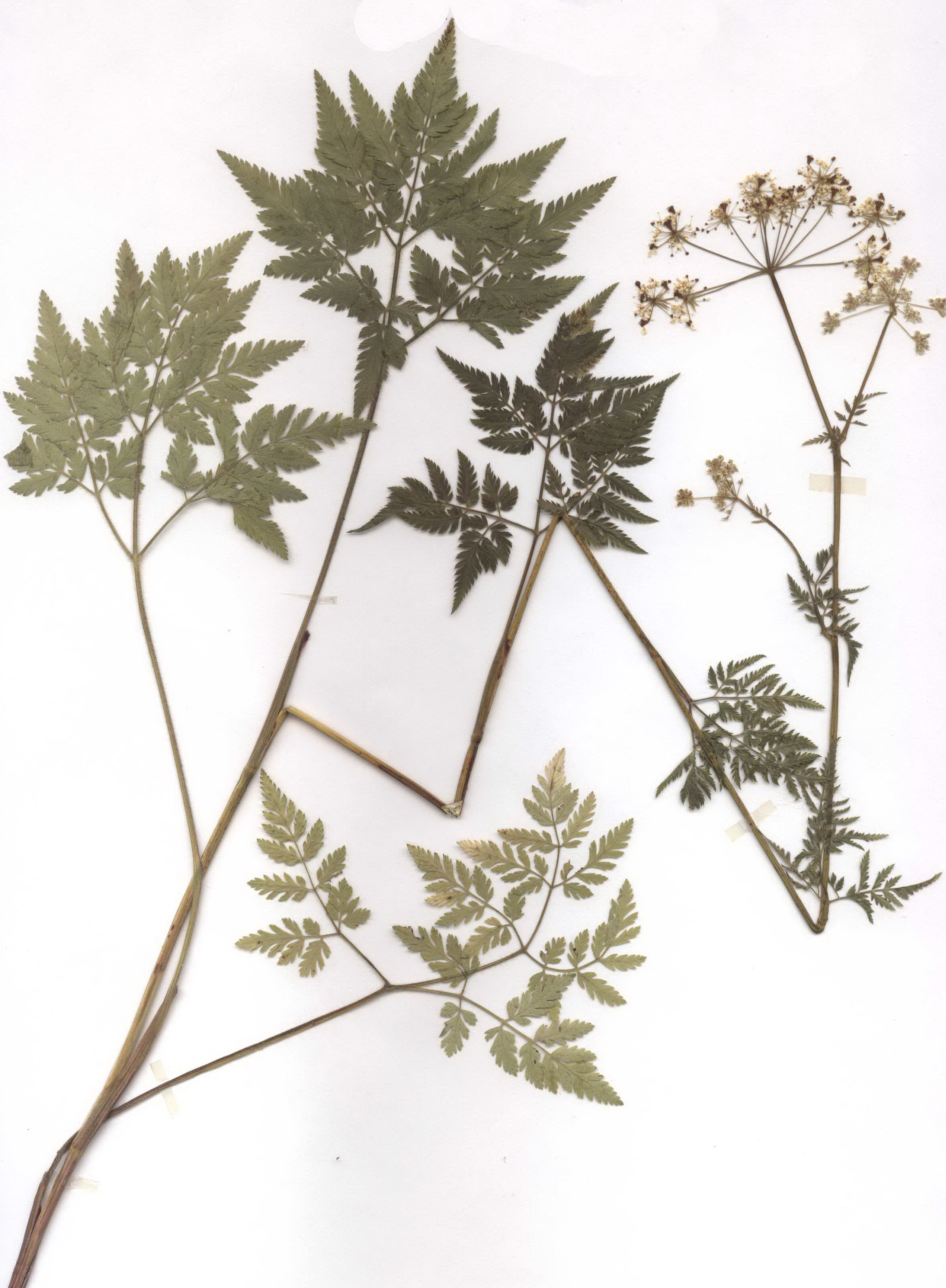
Herbarbeleg

## Vorkommen und Gefährdung
Der Gold-Kälberkropf ist in Süd-, Mittel- und Osteuropa verbreitet und kommt von Spanien bis Südrussland und vom Kaukasusraum bis zum Iran vor. In Belgien, Großbritannien, Dänemark, Schweden, Finnland und Russland ist er ein Neophyt. Er ist ein präalpin-(submediterranes) Florenelement.
Der Gold-Kälberkropf kommt in Mitteleuropa zerstreut vor. Er kommt in Deutschland zerstreut in der Mitte und im Süden des Gebiets vor. In Deutschland und in der Schweiz ist der Gold-Kälberkropf nicht gefährdet. Im österreichischen Bundesland Burgenland gilt er als „ausgestorben“; in Wien ist er nur unbeständig oder lokal eingebürgert anzutreffen. Die Vorkommen in den weiteren österreichischen Bundesländern sind häufig bis selten. Der Gold-Kälberkropf wird im östlichen und südöstlichen Alpenvorland als „gefährdet“ betrachtet.
Chaerophyllum aureum kommt in Mitteleuropa in frischen bis mäßig feuchten Unkrautfluren, Säumen sowie an Ruderalstellen vor. Er gedeiht in Mitteleuropa auf frischen, nährstoff- und basenreichen, vorzugsweise kalkhaltigen, mild bis mäßig sauren, lockeren, humosen Ton- und Lehmböden. Der Gold-Kälberkropf ist Stickstoffzeiger und gedeiht meist in der montanen Höhenstufe. Chaerophyllum aureum gilt in Mitteleuropa pflanzensoziologisch als Charakterart des Chaerophylletum aurei aus dem Verband Aegopodion podagrariae. Er steigt in den Allgäuer Alpen am Nordostgrat des Fellhorn bis zu einer Höhenlage von 1950 Meter auf. Im Kanton Wallis erreicht er Höhenlagen von 1800 Metern und im Aostatal 2000 Meter.
Die ökologischen Zeigerwerte nach Landolt et al. 2010 sind in der Schweiz: Feuchtezahl F = 3w (mäßig feucht aber mäßig wechselnd), Lichtzahl L = 3 (halbschattig), Reaktionszahl R = 4 (neutral bis basisch), Temperaturzahl T = 3 (montan), Nährstoffzahl N = 4 (nährstoffreich), Kontinentalitätszahl K = 4 (subkontinental).

## Taxonomie
Die Erstveröffentlichung von Chaerophyllum aureum erfolgte 1762 durch Carl von Linné in Species Plantarum, 2. Auflage, S. 370. Das Artepitheton aureum bedeutet „gold-gelb“. Synonyme für Chaerophyllum aureum L. sind Bellia aurata Bubani nom. illeg., Chaerophyllum hybridum Ten., Chaerophyllum maculatum Willd., Chaerophyllum monogonum Kit. ex Link, Chaerophyllum temuloides Boiss., Chaerophyllum trapezuntinum Boiss., Croaspila aurea (L.) Raf., Golenkinianthe gilanica (S.G.Gmel.) Koso-Pol. und Scandix gilanica S.G.Gmel.

## Nutzung
Die aromatisch riechenden und ziemlich nährstoffreichen jungen oberirdischen Pflanzenteile fressen Kühe gern. Im Lötschental im Kanton Wallis wird der Gold-Kälberkropf mit der Sichel geschnitten und unter den Vordächern der Scheunen und Wohnhäuser für das Vieh getrocknet.

## Trivialnamen
Für die Region Württemberg bei Rottweil ist als Trivialname auch die Bezeichnung Kälberkern belegt.